# Јапански носачи авиона класе Сорју
Јапански носачи авиона класе Сорју изграђени су пред почетак Другог светског рата и уврштени у састав јапанске ратне морнарице (1937. и 1939). Када су Јапанци кренули са нападом на Пацифику, били су то најмањи флотни носачи авиона у јапанској флоти. И поред свог малог депласмана, сматрани су веома успешном конструкцијом, што је навело јапански Адмиралштаб да на основу њихових нацрта крене са изградњом носача авиона класе Унрју.

## Бродови
Укупно су изграђена два брода ове класе, и оба су потопљена у Мидвејској бици
| Име   | Почетак градње     | Поринуће           | Примљен у флоту  | Потопљен     |
| ----- | ------------------ | ------------------ | ---------------- | ------------ |
| Сорју | 20. новембар 1934. | 21. децембар 1935. | 29. јануар 1937. | 4. јун 1942. |
| Хирју | 8. јул 1936.       | 15. новембар 1937. | 5. јул 1939.     | 5. јун 1942. |

## Тактичко-Технички подаци
|                            | Носач авиона Сорју            | Носач авиона Хирју             |
| -------------------------- | ----------------------------- | ------------------------------ |
| Стандардна тежина:         | 16.100 тона                   | 17.756 тона                    |
| Пуна тежина:               | 18.800 тона                   | 20.250 тона                    |
| Дужина:                    | 222.50 метара                 | 222.90 метара                  |
| Ширина:                    | 21.30 метара                  | 21.30 метара                   |
| Газ (средњи):              | 7.62 метара                   | 7.80 метара                    |
| Полетна палуба:            | 216.90×22 метара              | 216.90×23 метара               |
| Погон:                     | 8 котла „Канпон“              | 8 котла „Канпон“               |
| Снага:                     | 152.000 КС (4 парне турбине)  | 153.000 КС (2 парне турбине)   |
| Брзина:                    | 34.5 чвора                    | 34.3 чвора                     |
| Даљина пловљења:           | 7.750 наутичких миља/18 чвора | 10.330 наутичких миља/18 чвора |
| Количина горива:           | 2050 тона нафте               | 2800 тона нафте                |
| Посада:                    | 1100 човека                   | 1120 човека                    |
| Универзална артиљерија:    | 6×2 топа 127                  | 6×2 топа 127                   |
| Противавионска артиљерија: | 14×2 топа 25                  | 5×3 + 8×2 топа 25              |
| Авиогрупа:                 | 65+6                          | 68+6                           |
| Ловци:                     | 12+2 А5М2                     | 14+2 А5М2                      |
| Обрушавајући бомбардери:   | 18+2 Д1А2                     | 18+2 Д1А2                      |
| Торпедоносци:              | 35+2 Б4Ј1                     | 36+2 Б4Ј1                      |

## Модернизација
Једина новина уведена на носачима авиона Сорју и Хирју у њиховом кратком времену постојања била је промена типова авиона у њиховим авиогрупама. Приликом увођења у састав флоте они су раполагали следећим типовима авиона у својим авиогрупама: Мицубиши А5М, Ајчи Д1А и Јокосука Б4Ј. Како су се ти типови авиона сматрали већ застарелим током 1941. године замењени су новим типовима авиона: Мицубиши А6М Зеро, Накађима Б5Н и Ајчи Д3А

## У служби
Прва операција у којој су очествовали носачи авиона Сорју и Хирју била је напад на Перл Харбор. Од тог тренутка па до њиховог потонућа они су увек дејствовали заједно. Током повратка ка Jапану, након успешно изведене акције напада на Перл Харбор, друга дивизија носача авиона, у којој су се налазили Сорју и Хирју је упућена ка острву Вејк, како би помогла поморском десанту на то острво. Следећа акција где су учествовали носачи авиона Сорју и Хирју била је Индонезијска операција, ту су њихови авиони пружали подршку јапанском освајање острва Амбон. Дана 19. фебруара 1942. године 135. авиона са њихових палуба је узлетело под командом Мицуа Фушиде у нападу на град Дарвин, Аустралија. Приликом напада на Дарвин и његову луку коришћена је иста тактика као и при нападу на Перл Харбор, тако је да је Дарвин након одласка и последњег јапанског авиона остао у пламену и рушевинама. Током операције за заузимања острва Јава, авиони са та два носача авиона потапају амерички авио-транспортер Ленгли. Након тога се уједињују са носачима авиона из 1. дивизије и прелазе у Индијски океан где учествују у потапању британских тешких крстарица Дорсетшир и Корнуол као и носача авиона Хермес. За време Мидвејске битке оба носача авиона су погођена са по неколоко бомби од америчких обрушавајућих бомбардера, што изазива велике пожаре и потонуће бродова (Хирју је потопљен тек након два торпедна поготка од стране јапанских разарача).